# Museo Nacional de la Muerte

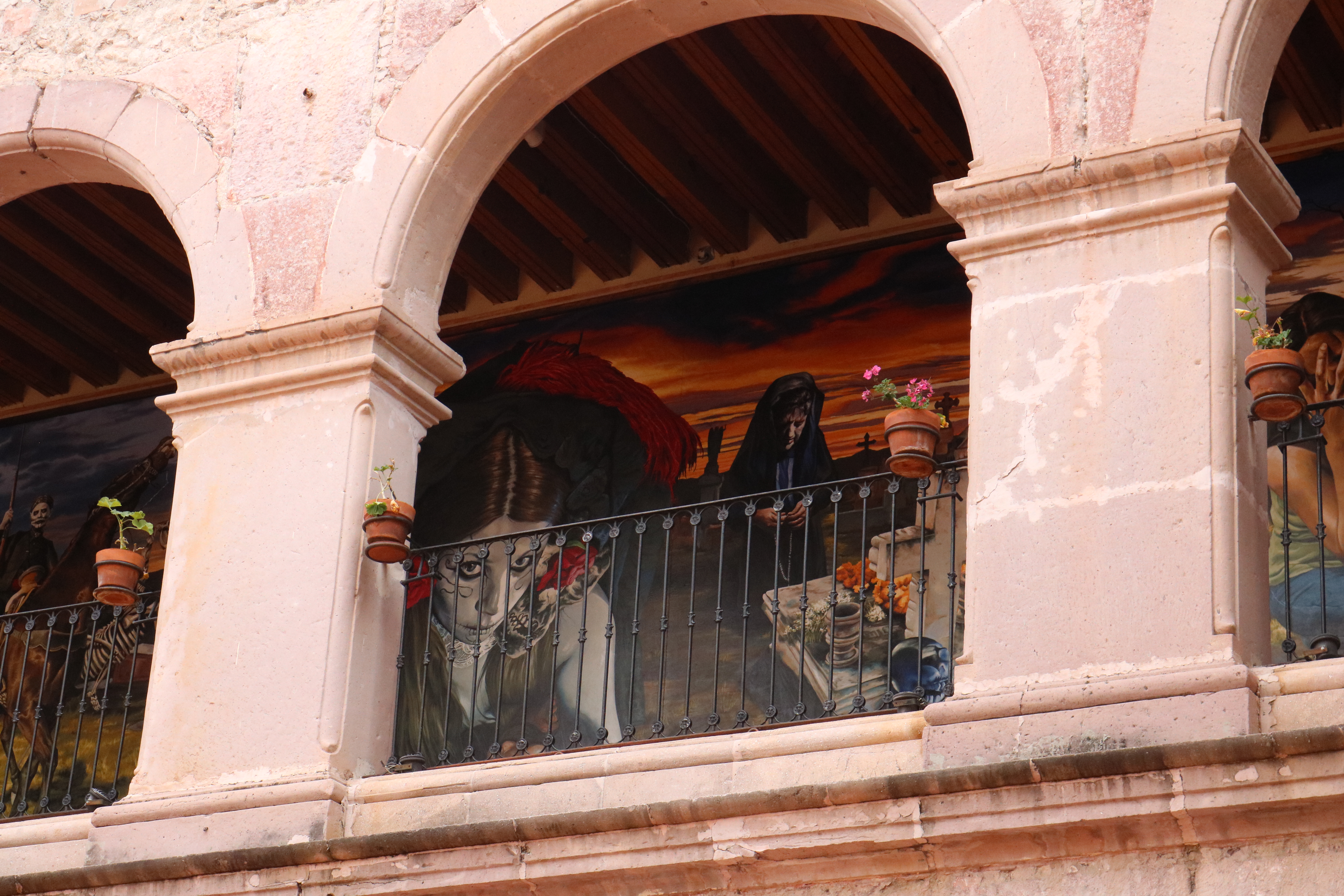
Mural exterior en el interior del recinto del Museo Nacional de la Muerte en Aguascalientes, México.

El Museo Nacional de la Muerte de la Universidad Autónoma de Aguascalientes se localiza en el centro de la ciudad de Aguascalientes, México. El museo se enfoca a la difusión de objetos relacionados al tema de la muerte en México, estos objetos pertenecieron a la colección del grabador Octavio Bajonero Gil quien los donó a la Universidad. En 2014, se integró al museo la obra que ahora se exhibe, que fue parte de la colección personal de Daniel Mercurio López Casillas, quien facilitó dicha obra en comodato.

## Historia
El Museo Nacional de la Muerte se inauguró el 19 de junio de 2007 bajo el auspicio de la Universidad Autónoma de Aguascalientes con la donación de la colección personal del maestro grabador Octavio Bajonero Gil. Anteriormente, el espacio albergó el convento de los franciscanos dieguinos, estuvo rodeado de huertas y posteriormente albergó a la Escuela de Administración del Instituto Autónomo de Ciencias y Tecnologías. En 1973 el Instituto se convierte en la Universidad Autónoma de Aguascalientes, la principal casa de estudios de la entidad y que, paulatinamente, amplió su campo de acción hacia labores de investigación. 
En 2014 se propuso un nuevo discurso museográfico que muestra la iconografía de la muerte y el arte funerario en el desarrollo histórico de México. Las nuevas salas de exposición contienen en comodato parte de la colección personal de Daniel Mercurio López Casillas. 

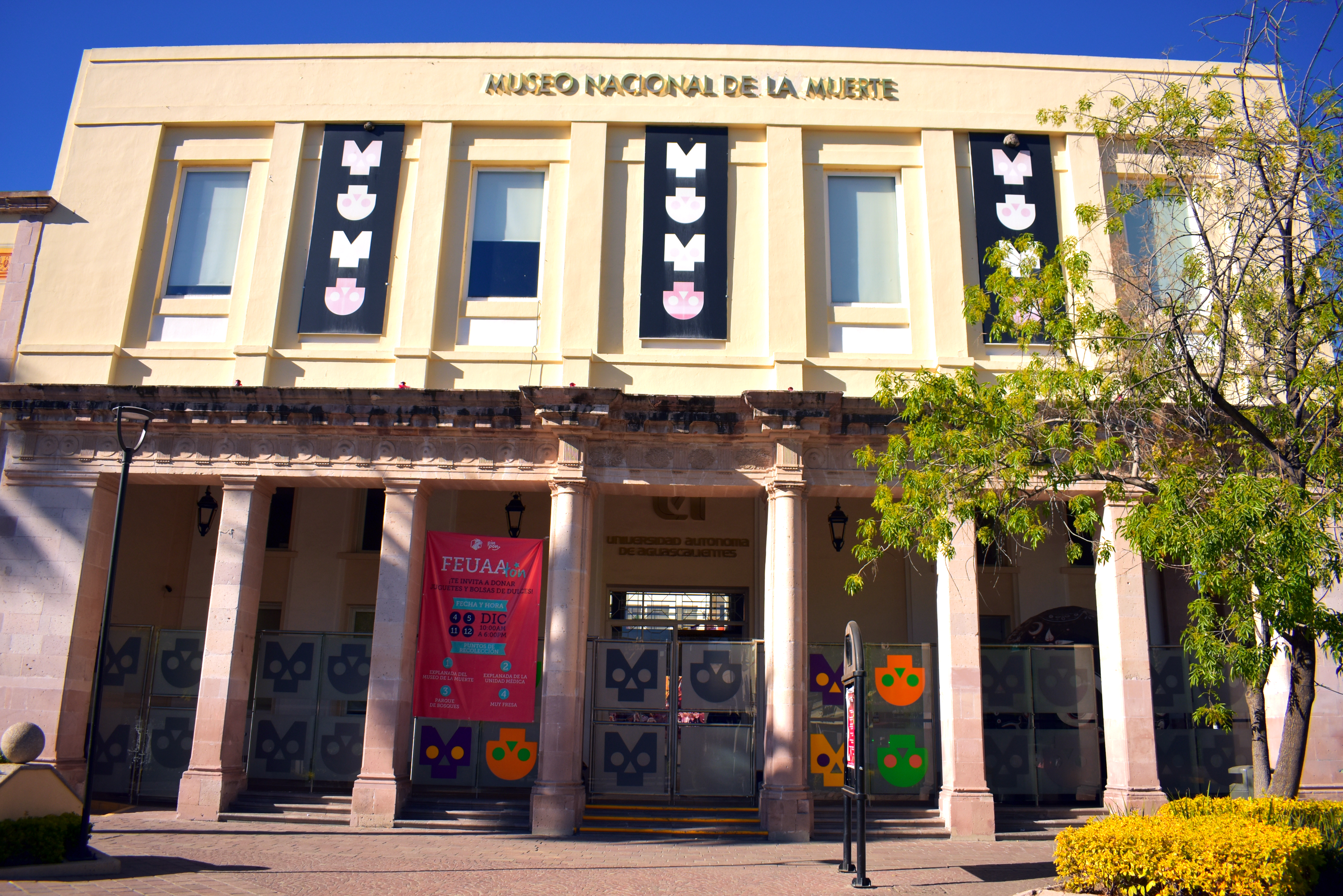
Fachada principal del Museo Nacional de la Muerte en el año 2020.

El Museo está distribuido en tres recintos del patrimonio universitario: Edificio “19 de Junio”, Edificio “C.P. Humberto Martínez León” y Edificio “J. Jesús Gómez Portugal”, construcciones colindantes que resguardan diez espacios de exhibición.

## Colección
La colección del museo está integrada por aproximadamente 2,000 obras, distribuidas en 10 salas de exhibición.
Las primeras 3 salas son un culto a la muerte iniciando desde el mundo prehispánico, luego en tiempos de la colonia y por último de la cultura popular mexicana en la tercera sala dedicada a la alegría característica de la artesanía.
Posteriormente a ello las salas se dividen en:

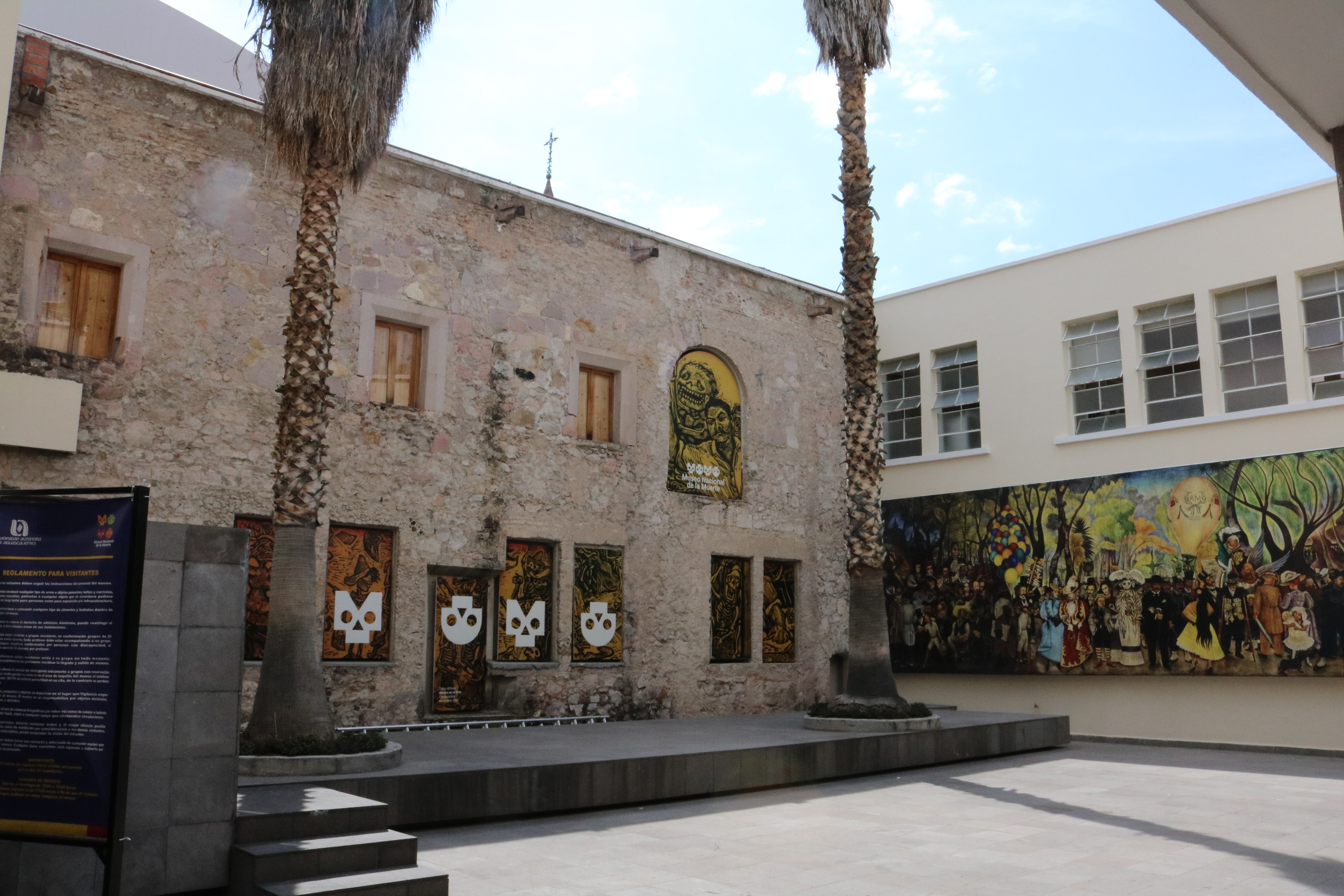
Vista exterior dentro de la entrada del Museo Nacional de la Muerte en Aguascalientes, México.

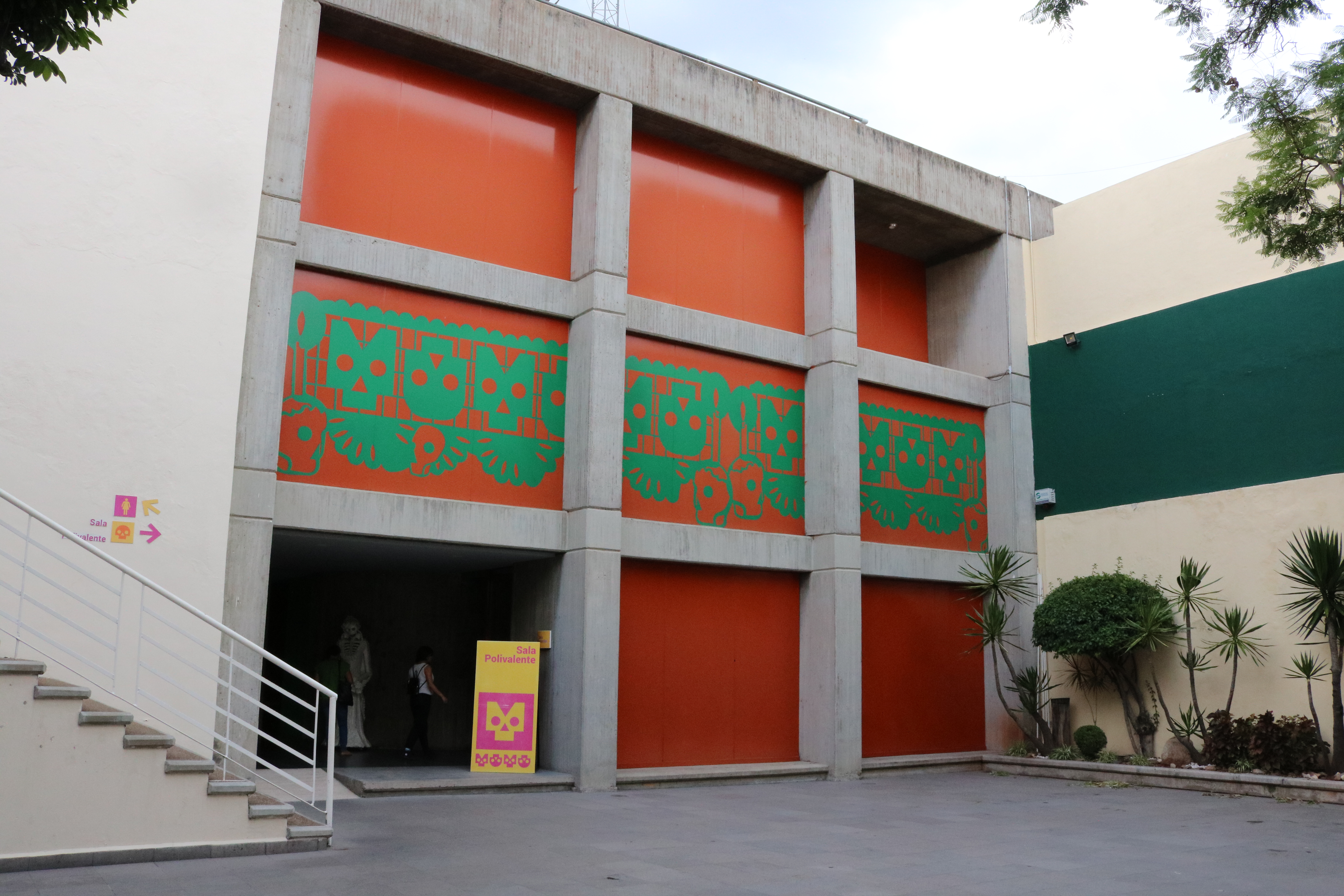
Exterior dentro de la entrada del Museo Nacional de la Muerte en Aguascalientes, México.

Salas de Exhibición Permanente:
- Inframundo
- Visión Prehispánica
- Mundo Novohispano
- México Independiente
- México Contemporáneo

Salas para Exposiciones Temporales:
- Galería Exterior
- Sala Polivalente

Salas de Arte Popular:
- Neo-prehispánica
- De Calaveras
- Funerario y Ritual